# Цитокин
Цитокини (интерлеукини) су поред молекула антитела, најважнији секрециони производи ћелија имуног система. Реч цитокини је изведена из две речи грчког порекла - „цитос”, што значи ћелија, и  „кине“, из речи  „кинеин”, што значи мицати се. Овај назив је уведен да би се могла разликовати група имуномодулаторских молекула од хематопоетских фактора ћелијског раста. Како је већина цитокина продукт леукоцита (макрофага или Т ћелија) и да делују на друге леукоците они се називају и интерлеукини. Цитокини су протеини мале молекулске масе, од 6-70 , који делују као посредници између елемената имуног система.
Цитокини су по својој структури веома слични, и сви припадају породици гликопротеина, под називом хемопротеини. Цитокини су неопходни за нормално одвијање свих фаза имуног одговора и значајан су фактор регулације типа, јачине и дужине имуне реакције. Нема имуног одговора у организму без продукције цитокина. Цитокине излучују различите ћелије као што су лимфоцити, моноцити, макрофази, фибробласти. Цитокине стварају и на цитокине реагују и друге ћелије организма, ван имуног система. Дејство цитокина је углавном локално аутокрино и паракрино, ређе ендокрино.
Регулацију активности цитокина у организму врше тзв природни инхибитори: цитокини са антагонистичким дејством, растворљиви рецептори и антагонисти рецептора за цитокине.
У аутоимуним болестима цитокини су изузетно важна компонента патогенезе. Они утичу на сталну стимулацију имуно/имфламаторних ћелија и посредно или непосредно изазивају оштећење циљних ткива.

## Терминологија
Већина цитокина је продукт леукоцита (макрофага или Т ћелија) и намењени су да делују на друге леукоците.
Номенклатура односно име цитокина најчешће потиче од врсте ћелије која га продукује, па тако постоје:
Монокини — То су цитокини које продукују мононуклеарни фагоцити
Лимфокини — То су цитокини које продукују лимфоцити
Развојем науке постало је јасно да исти протеин може бити синтетисан од стране различитих врста лимфоидних и не лимфоидних ћелија па је отуда генеричко име цитокини можда и најадекватнији за ову групу медијатора.
Интерлеукини — Цитокини са стотину или мање аминокиселина називају и интерлеукини (од IL-1 до IL-29).

## Основне карактеристике
Цитокини делују преко специфичних рецептора у самој ћелији и на ћелијској мембрани. Они могу бити позитивни и негативни регулатори имуног одговора и нека врста преносиоца („гласника“) који, поред хормона и неуротрансмитера, спадају у врло важне чиниоце у комуникацији између људских ћелија у организму. Цитокини предају информацију циљној ћелији, која испољава одговарајући рецептор. Након предаје информације настаје активација гена са последичним фенотипским или функционалним променама циљне ћелије.
Синтезу и отпуштање цитокина могу зауставити разни инхибитори, модулирајући биолошку активност цитокина или инхибирајући способност одговора циљне ћелије.
Цитокини се у организму понашају као снажне молекуле које се ослобађају из ћелија, и транспортују се у друге делове организма где делују на функције других ћелија што доводи до бројних биолошких ефеката. Ефекторске функције ових протеина су активација и диференцијација ћелија, хемотаксија и пролиферација широког спектра ћелија. Активност цитокина зависи од њихове концентрације у микроокружењу и јачини експресије специфичних рецептора на површини циљне ћелија. Свака жива ћелија са једром у људском организму ствара цитокини, чија врста и количина секреције, зависи од типа, стадијума диференцијације ћелије и њеног активацијског стадијума. Стварање цитокина је стимулисано антиген специфичном активацијом Т4 лимфоцита.
У цитокине спада група интерлеукина, туморских фактора раста и интерферона. Оваква подела одговара биолошким и структуралним разликама, али и сличностима ових медијатора. Израз интерлеукин је прихваћен за групу медијатора одговорних за међусобно комуницирање леукоцита. Данас познајемо 29 врста интерлеукина, који се називају од (IL-1 до IL-29), али и преко 30 различитих цитокина. Многи од њих су фактори раста ћелија, неки су хематопоетске фактори раста, док неки имају антивирусну активност и називамо их интерфероном (IFN). Регулишу раст и диференцијацију ћелија имуног система, Т и Б лимфоцита и макрофага, а исто тако обим и дужину запаљењског одговора. Модификују биолошки одговор и међусобно су повезани у цитокинску регулациону мрежу. Повећано излучивање цитокина није удружено само са инфекцијама него и са аутоимуним и неуродегенеративним болестима.
Лимфоцити Т4 или помоћни Т лимфоцити и њихови цитокини су главни регулатори имунолошке реакције. Хумани имуни одговор на инфекцију регулисан је равнотежом између Th1 цитокина (IL-2, IFN-γ) и Th2 цитокина (IL-4, IL-5, IL-10). Лимфоцити Т4 специјализовани су у препознавању интрацелуларних патогена или њихових продуката, активацији макрофага, осталих Т лимфоцита, лимфоцита Б и  ћелија. Могу уништити циљне ћелије као што су инфицирани моноцити и макрофази, помоћу Fas-Fas лиганада (FasL)
У данашњој медицинској пракси, разликујемо проинфламаторне и антиинфламаторне цитокине. Инфламаторни цитокини укључујући (TNF-α, IL-1β i IL-6), активирају коагулацију и инхибирају Фибринолизу што може изазвати дифузна оштећења ендотела капилара, с последичном дисфункцијом бројних органа и смрћу
Данас је познато да постоји интеракција између хемостазе, упалних реакција и имуног система, а исто тако знамо да имунокомпетентне ћелије и ендотел крвних судова међусобно утичу једно на друго. Имуни одговор почиње фазом препознавања антигена и завршава фазом одбране организма од патогена. У овој реакцији поред имуних ћелија учествују и цитокини које оне луче.

### Заједничка својства цитокина
- Цитокини углавном делују локално аутокрино и паракрино, ретко ендокрино
- Своју активност испољавају везујући се за специфичне рецепторе на површини циљних ћелија или ткива
- Једна ћелија може да производи више цитокина
- Различити типови ћелија могу да произведу исти цитокин
- Један цитокин може да делује на више различитих типова ћелија
- Више различитих цитокина може да испољи исту активност
- Један цитокин може да индукује или инхибира продукцију других цитокина
- Један цитокин може да потенцира (синергизам) или инхибира дејство (антагонизам) другог цитокина

## Подела биолошким особинама
Цитокини се према њиховим функцијама (односно биолошким особинама) деле на три групе:
- Медијатори и регулатори неспецифичне (урођене) имуности
- Медијатори и регулатори стечене имуности
- Стимулатори хематопоезе (продукују их стромалне ћелије костне сржи, леукоцити и друге ћелије, и стимулишу раст и диференцијацију незрелих леукоцита).

### Медијатори и регулатори неспецифичне (урођене) имуности
Цитокине из ове групе продукују углавном макрофаги и дендритичне ћелије као одговор на инфективни агенс (продукте бактерија - LPS и бактеријску ДНК, или вирусну дволанчану РНК).
- Проинфламаторни цитокини (TNF, IL-1, IL-6) стимулишу експресију адхезивних молекула на ендотелним ћелијама инфицираног ткива, продукцију хемокина, као и реакцију акутне фазе
- Интерферон тип I (IFN-α, IFN-β) инхибирају репликацију вируса, активирају NK ћелије и експресију MHC молекула I класе

- IFN-α
- IFN-α

- Активатори  и Т ћелија (IL-12, IL-18) стимулишу активност NK ћелија и Тh1 диференцијацију
- Хемокини привлаче леукоците у жариште запаљења, (нпр. IL-8 значајан је фактор хемотаксе неутрофила).

- Хемокин  CCL2
- фактор хемотаксе неутрофила

### Медијатори и регулатори стечене имуности
Продукују их првенствено Т лимфоцити. Они утичу на активацију, пролиферацију и диференцијацију Т и Б лимфоцита (након препознавања антигена), као и на ефекторску фазу специфичног имуног одговора.
- је фактор раста активисаних Т ћелија, као и фактор диференцијације цитотоксичних Т лимфоцита
- активира макрофаге и Б лимфоците на продукцију IgG антитела и уз IL-2 учествује у диференцијацији цитотоксичних Т лимфоцита
- учествује у диференцијацији и расту Тh2 ћелија, као и у активацији продукције IgE антитела
- активира еозинофиле и стимулише пролиферацију Б ћелија.
- и  су негативни регулатори урођене и стечене имуности који блокирају активирање и функцију макрофага и дендритичних ћелија, као и пролиферацију и ефекторске функције Т лимфоцита.

### Стимулатори хематопоезе
У групу цитокина који стимулишу хематопоезу спадају;
- и фактори раста колонија (GMCSF, GCSF, MCSF), луче га Т лимфоцити и стимулише пролиферацију матичних, стем ћелија коштане сржи.